# Rail Rzayev
Le général Rail Rzayev (Bakou, 10 mars 1945 - Bakou, 11 février 2009) était un militaire azerbaïdjanais. Il fut à la tête de l'Armée de l'air azerbaidjanaise du début des années 1990, à la suite de l'indépendance du pays, jusqu'à sa mort.
Début 2009, il était le médiateur azerbaïdjanais dans les négociations russo-américano-azerbaïdjanaises quant à l'usage de la station radar de Qabala, dans le nord de l'Azerbaïdjan.
Le matin du 11 février 2009, le Général Rzayev fut assassiné devant son domicile d'une balle dans la tête. Il mourut à l'hôpital. L'identité et les motivations de l'assassin demeurent inconnues.